# Меласа і Меланоудіон
Фема Меласа і Меланоудіон (грец. θέμα Μυλάσσης και Μελανουδίου) — військово-адміністративна одиниця Візантійської імперії (фема), яка розташовувалась на південному заході Малої Азії (сучасна Туреччина). Утворено 1127/1128 року. Отримала назву за містом Меласа. Припинила існування в середині 1290-х років внаслідок захоплення бейліком Ментеше.

## Історія
До 1080 року області в стародавній Карії входили до феми Фракісіон. Втім після поразок візантійців та повстань проти центрального уряду ці землі було захоплено сельджуками, що згодом утворили Румський султанат. У 1091 році імператор Олексій I в союзі з учасниками Першого хрестового походу перейшов у наступ до 1100 року Візантії вдалося повернути втрачені землі. Близько 1127 року за рішенням імператора Іоанна II з південної частини феми Фракісій було утворено фему Меласа (Миласа).
З самого початку являла важливу опору для збереження візантійських володінь на півдні Малої Азії. Також звідси вирушали війська проти Румського султанату. Тому територія феми часто було місцем битв між візантійцями та сельджуками. Близько 1150 року центр було перенесено до міста Меланоудіон, тому фема стала зватися Меласа і Меланоудіон. Невдовзі до складу феми увійшли острови Додеканесу 9після розформування феми Кібиреоти)
У 1204 році після розпаду візантійської імперії місцева знать та військовики зуміли відбити напади сельджуків, а до 1210 року увійшли до нікейської імперії, збеерігши свій статус феми. За відродженням Візантійської імперії увага імператорського уряду більше зосереджувалася на балканських питаннях. Цим скористалися володарі бейліків, на який розпався румський султанат, що розпочали напади на межі феми Меласа і Меланоудіон. Особливо вони посилилися у 1270-х роках. У 1280-х роках візантійці зазнали низки поразок від беліків Айдин і Ментеше. У 1294—1295 роках вдалося відвоювати втрачене. Проте вже у 1296 році війська Ментеше практично повністю захопили фему, під владою Візантії опинилися лише деякі острови. Збереглася також чернеча громада на горі Латрос.

## Адміністрація
Охоплювала територію Карії: від річки Меандр на півночі до долини річки Морсин — на сході. До складу феми сходили Додеканеські острови. Центром було місто Меласа (Мілас) — до 1150 року, потім — Меланоудіон. На чолі стояв дука.

## Відомі дуки
- Михайло Ксир (1127—1129)
- Андронік Ангел (1173—1175)
- Василь Ватац (1189—1190)
- Михайло Комнін Дука (1190—1195)
- Іоанн Цикіс (1220-ті)
- Феодот Калофет (1259)
- Іоанн Гаврас (1260-ті)